# Любовь (Днепропетровская область)
Любо́вь (укр. Любов) — село,
Башмачанский сельский совет,
Солонянский район,
Днепропетровская область,
Украина.
Код КОАТУУ — 1225081004. Население по переписи 2001 года составляло 25 человек .

## Географическое положение
Село Любовь находится в 2,5 км от одного из истоков реки Сухая Сура,
на расстоянии в 1,5 км от села Перше Травня.
Рядом проходит автомобильная дорога Н-08.